# 阿尔尼·约翰逊
阿尼茨·L·约翰逊（英語：Arnitz L. Johnson，1920年5月17日—2000年6月6日），美国NBA联盟前职业篮球运动员。